# Леопольд Пфефферберг
Леопольд «Польдек» Пфефферберг (20 березня 1913 — 9 березня 2001), також відомий як Леопольд Пейдж — польсько-американський єврей, котрий пережив Голокост. Саме він надихнув австралійського письменника Томаса Кеніллі написати роман «Ковчег Шиндлера», котрий отримав Букерівську премію. Цей роман став основою для фільму Стівена Спілберга «Список Шиндлера».

## Життя

### Раннє життя
Пфефферберг народився в єврейській родині в Кракові, який тоді був частиною Австро-Угорщини . Здобув ступінь магістра філософії та фізичного виховання в Ягеллонському університеті . Пфефферберг працював учителем середньої школи в Кракові до 1939 року та викладачем фізичного виховання в гімназії імені Костюшка в Підгуже.

### Голокост
Після нападу Німеччини на Польщу в 1939 році він вступив до Війська Польського, як офіцер брав участь в обороні Польщі від вторгнення. Він розповідав австралійському письменнику Томасу Кеніллі, як був поранений на річці Сян, де його життя врятував старшина, який доставив його до польового госпіталю. Після того, як Польща була розгромлена та розділена між нацистською Німеччиною та Радянським Союзом, Пфеффербергу потрібно було вирішити, куди йому буде безпечніше їхати: на схід до Радянського Союзу чи на захід до Німеччини. Пізніше він згадував цей вибір:
Нам, офіцерам, довелося вирішувати, йти на схід чи на захід. Я вирішив не їхати на схід, хоча я був євреєм. Якби я був, мене б розстріляли разом з усіма іншими бідолашними сукиними синами в Катинському лісі.

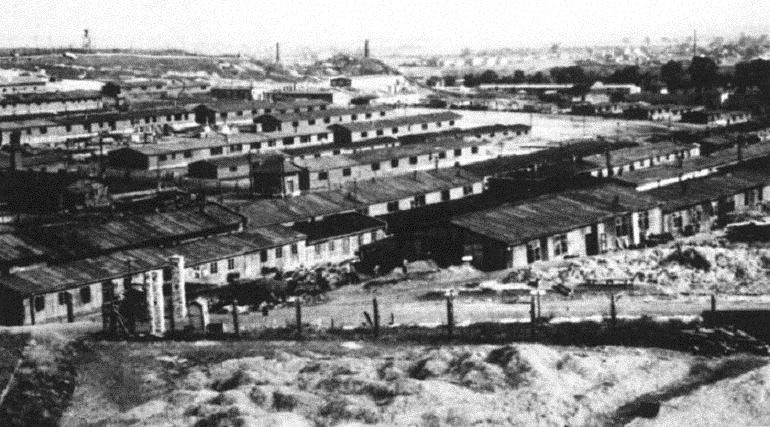
Концтабір Краків-Плашув

Повернувшись до Кракова, він був ув'язнений разом з рештою євреїв у Краківському гетто. Пфефферберг використовував документ, виданий Німеччиною, щоб відвідувати своїх солдатів у військовому шпиталі, а також відвідати свою матір. Так він вперше познайомився з Оскаром Шиндлером , судетсько -німецьким бізнесменом, який перейняв керування фабрикою емальованого посуду, котру конфіскували у євреїв. Шиндлер найняв матір Пфефферберга, котра була дизайнером інтер'єрів, щоб прикрасити його нову квартиру. Пізніше він почав допомагати Шиндлеру торгувати на чорному ринку Кракова часів війни.
У 1941 році він одружився з Людмилою «Мілою» Льюїсон, з якою згодом мав двох дітей. Міла, як і Пфефферберг, стане вцілілою в концтаборі Краків-Плашув і стане однією з так званих євреїв Шиндлера Шиндлерюде .
Завдяки цьому зв'язку з Шиндлером Пфефферберг працював на фабриці Шиндлера біля концтабору Краків-Плашув на околиці Кракова. Це дало йому змогу пережити знищення 3 мільйонів польських євреїв, під час якого були вбиті його батьки, сестра, зять та багато інших родичів. Пфефферберг описав Шиндлера як «сучасного Ноя», який зміг врятувати низку краківських євреїв від депортації до сусіднього табору смерті в Освенцімі . Ті, кого він врятував, стали відомі як Schindlerjuden або «євреї Шиндлера».
Його та його дружину разом із Шиндлером та багатьма іншими перемістили до табору в Брюннліці через їх присутність у відомому «списку Шиндлера». За цей час він здобув кваліфікацію зварювальника . Євреїв у Брюнліці 9 травня 1945 року звільнила Червона Армія.

### Життя після Другої світової війни
Після війни Пфефферберги спочатку оселилися в Будапешті, потім у Мюнхені, де Леопольд організував школу для дітей біженців. У 1948 році він емігрував до Сполучених Штатів, де періодично називав себе Леопольд Пейдж . Він і його дружина в 1950 році оселилися в Лос-Анджелесі, відкривши бізнес шкіряних виробів у Беверлі-Гіллз. Він неодноразово намагався зацікавити сценаристів і режисерів, з якими познайомився через свій бізнес, фільмом, заснованим на історії Шиндлера та його діях у порятунку польських євреїв від нацистів, організувавши кілька інтерв'ю з Шиндлером для американського телебачення. Смерть Шиндлера в 1974 році, здавалося, припинила будь-яку можливість створення фільму.
У 1980 році, коли Томас Кеніллі зайшов до магазину Пфефферберга, щоб запитати про ціну на портфелі, Пфефферберг дізнався, що Кеніллі був романістом, і показав йому свої записи про Шиндлера. Кеніллі зацікавився, і Пфефферберг став його порадником в процесі написання книги; супроводжував Кеніллі до Польщі, де вони відвідали Краків і місця, пов'язані з історією Шиндлера. Кеніллі присвятив «Ковчег Шиндлера» Пфеффербергу: «який завзяттям і наполегливістю спричинив написання цієї книги».
Пфефферберг пояснив причини своїх зусиль розповісти історію Шиндлера так:
Шиндлер подарував мені життя, а я намагався дати йому безсмертя.

Після публікації «Ковчега Шиндлера» в 1982 році . Пфефферберг працював над тим, щоб переконати Стівена Спілберга екранізувати книгу Кеніллі, використовуючи своє знайомство з матір'ю Спілберга. Пфефферберг стверджував, що дзвонив в офіс Спілберга щотижня протягом 11 років. Коли в 1992 році Спілберг погодився зняти фільм, Пфефферберг теж був його порадником, знову здійснивши поїздку до Польщі, щоб показати Спілбергу всі пам'ятні місця. Він з'являється в епілозі фільму і значиться в кінцевих титрах як консультант під ім'ям Леопольд Пейдж.
Пфефферберг був засновником Гуманітарного фонду Оскара Шиндлера, який визнає дії окремих осіб та організацій, незалежно від раси чи національності.
Пфефферберг помер 9 березня 2001 року у віці 87 років у Беверлі-Хіллз.